# Camallanus carangis
Camallanus carangis is een rondwormensoort uit de familie van de Camallanidae. De wetenschappelijke naam van de soort is voor het eerst geldig gepubliceerd in 1954 door Olsen.